# Jamel Comedy Club
 (juillet 2013).
Si vous disposez d'ouvrages ou d'articles de référence ou si vous connaissez des sites web de qualité traitant du thème abordé ici, merci de compléter l'article en donnant les références utiles à sa vérifiabilité et en les liant à la section « Notes et références ».
Pour les articles homonymes, voir JCC.
Le Jamel Comedy Club est une émission de télévision hebdomadaire de 26 minutes créée par Jamel Debbouze et Kader Aoun, et produite et présentée par Jamel Debbouze, diffusée en clair sur la chaîne Canal+ tous les samedis de l’été, de 2006 à 2008. La première diffusion a eu lieu le 15 juillet 2006 à 19 h 55.
L'émission a ainsi révélé plusieurs espoirs du stand-up, certains étant devenus très connus comme Thomas N'Gijol, Fabrice Éboué, Frédéric Chau, Patson, Amelle Chahbi, Blanche Gardin, Claudia Tagbo ou encore Wahid Bouzidi.
Jamel Debbouze se définit ainsi comme un « révélateur de talents » et son émission, le Jamel Comedy Club, inspirée d’un concept américain, met en avant la « scène émergente » : c’est « une scène ouverte, où l'on vient s'essayer cinq minutes, sans aucun critère, sans aucune pression ». Derrière un message comique et un bon moment passé entre public et artistes, l'émission entend refléter la diversité ethnique de la société française.[réf. nécessaire]
L'émission est également associée au Comedy Club, une salle parisienne ouverte par Jamel Debbouze dans le 10e arrondissement de Paris, et qui accueille régulièrement les figures de l'émission ainsi que d'autres artistes parrainés par l'équipe. Inside Jamel Comedy Club est un documentaire fictif qui retrace les coulisses de la tournée du Jamel Comedy Club.

## Concept

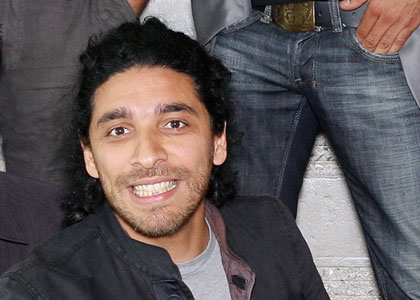
Kader Aoun.

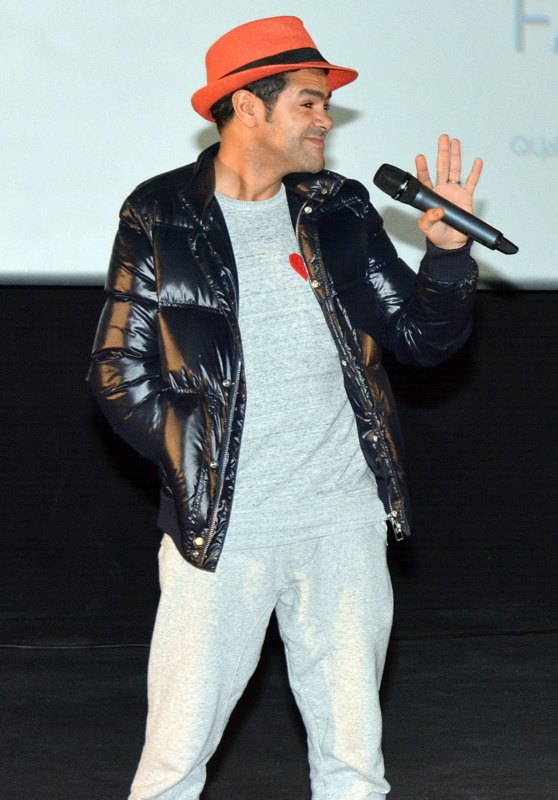
Jamel Debbouze.

L'émission a été créée sur Canal+ à l'initiative du metteur en scène Kader Aoun qui a également assuré la production des trois premières saisons. Le concept de cette émission est directement inspiré du Def Comedy Jam créé par Russell Simmons dans les années 1990.
Le principe du spectacle est simple : sans accessoires, sans effets spéciaux, sans musiques, avec seulement un micro, quatre artistes par émission ont chacun cinq minutes de discours pendant lesquelles ils s’adressent directement au public. Au fur et à mesure, l’émission a accueilli de plus en plus d’artistes : chaque représentation accueille pour finir onze artistes qui ont chacun sept minutes. L’émission Jamel Comedy Club repose sur le système du stand-up, c’est-à-dire l’art de la tchatche « nue », sans aucun artifice autour de l’artiste : simplement l’humoriste, ses mots et son public. Cette formule est un art oratoire originaire des États-Unis et dont Jamel Debbouze, Smaïn, ou encore Gad Elmaleh sont les figures emblématiques en France.
Comme le précise Kader Aoun, chaque humoriste doit « s’adresser directement au public dans une sorte de prise de parole politique ». Quant au rôle de Jamel Debbouze, il s’apparente à celui d’un maître de cérémonie : entre deux prestations, il se présente sur scène et relance le spectacle, aide les jeunes humoristes, les présente et chauffe le public. Son rôle est de faire la transition entre deux shows.
L’objectif de l’émission est de mettre la lumière sur une nouvelle scène de talents comiques, de leur donner une chance d’être entendus par le public et de servir de tremplin pour leur carrière. Les comédiens recrutés sont pour la plupart ceux qui ont écumé les scènes d’Aulnay sous Bois et de Belgique au printemps 2006. Avant d’être diffusées, les émissions sont enregistrées au Réservoir, près de la Place de la Bastille à Paris.

## Historique

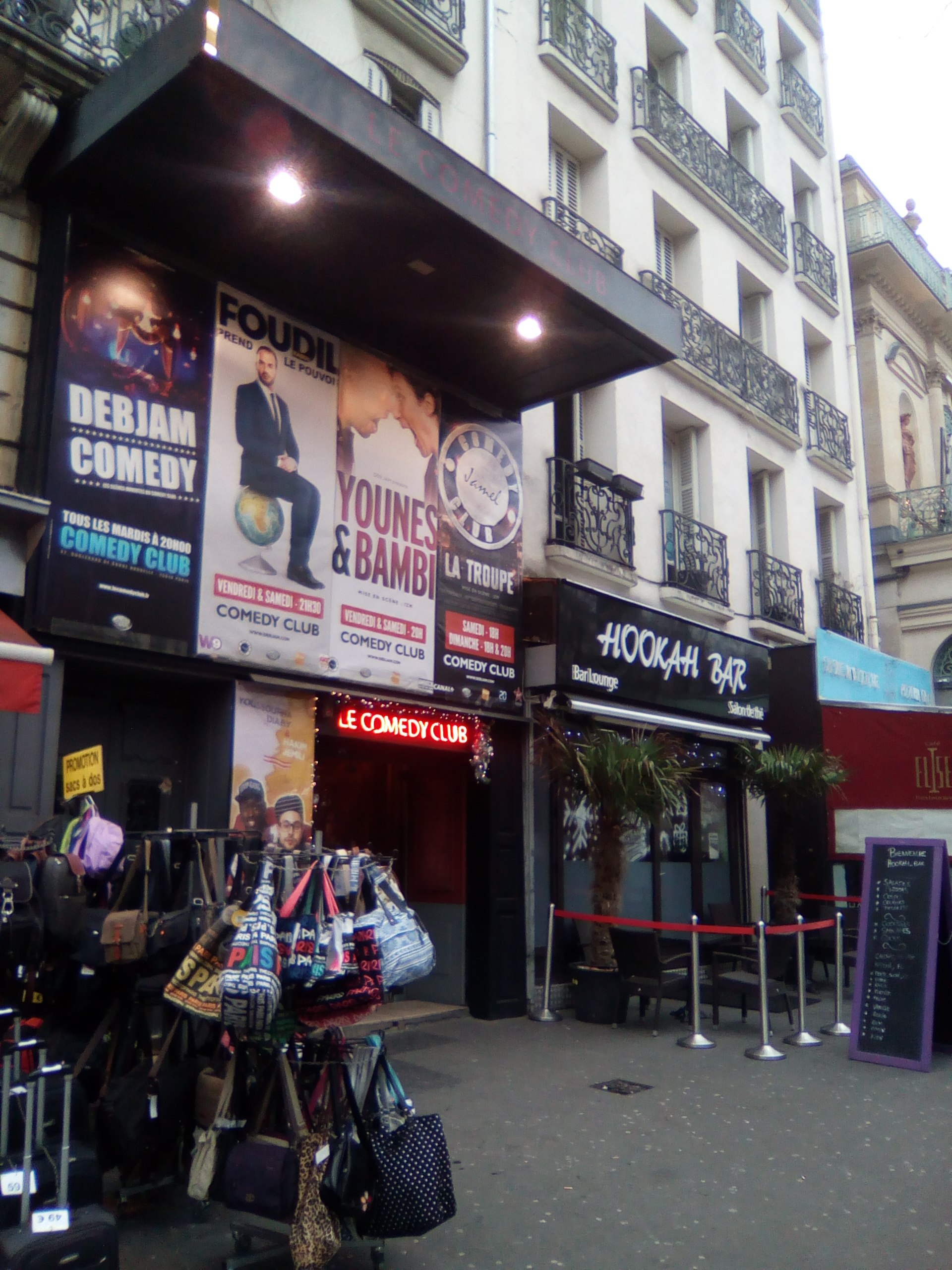
Le Comedy Club, à Paris.

En avril 2008, Jamel Debbouze inaugure son théâtre à Paris, au 42, boulevard de Bonne-Nouvelle, et le baptise le Comedy Club. L’objectif de ce nouveau théâtre implanté dans un ancien cinéma parisien est d’accueillir de jeunes talents comiques et de leur permettre de se faire connaître sur la scène nationale. La salle peut accueillir jusqu’à 120 spectateurs.
Au départ, il n’y avait pas de stratégie précise : Jamel Debbouze créé d'abord le Jamel Comedy Club, puis l’équipe se décide à lancer un café théâtre, le Comedy Club, puis continue vers d’autres représentations, en France et à l’étranger.

## Évolution
Par la suite, l'émission vise à être plus qu’une simple émission pour devenir un véritable tremplin. À la fin de l’année 2006, les artistes de l’émission exercent leur talent dans une petite salle parisienne à quelques mètres du Moulin rouge, le théâtre de Dix Heures. Parmi les jeunes retenus pour ce tremplin figurent des humoristes tels Amelle Chahbi, Mamane, Claudia Tagbo, Yacine Belhousse, Patson, Thomas N'Gijol, Fabrice Éboué, Frédéric Chau, Kheiron, Tomer Sisley et Blanche Gardin.
À la suite de l’émission, l’équipe du Comedy Club fait plusieurs représentations sur de nombreuses scènes, comme celle du festival d’humour « M D R » (Marrakech du rire) au Maroc.
À partir du 12 mars 2009, est diffusée sur la chaîne de télévision Canal+ Family une émission hebdomadaire, diffusée le jeudi à 21 h 30 : Inside Jamel Comedy Club. De nombreux artistes de la troupe partent en tournée à travers la France ; Amelle Chahbi, Fabrice Éboué, Claudia Tagbo, Frédéric Chau, Thomas Ngijol et les autres se lancent sur les routes à bord de l'autocar du rire. Ce documentaire fictif met à l'honneur la bonne ambiance, avec l'idée d'un road-movie en roue libre, supposé représenter l’envers du décor. Réalisée par Olivier Braunstein, cette série filme les artistes du « clan Jamel » et suit l’équipe en tournée. Le spectateur voit les répétitions, les représentations, les voyages, les repas partagés, les anecdotes, les vannes et les dérapages en tous genres.
En janvier 2009, Ara Aprikian, le directeur des programmes de Canal+, résume le concept de cette série de la façon suivante : « c'est une nouvelle forme d'écriture, entre la fiction et le documentaire. Nous allons montrer tout ce qui se passe et qu'on ne voit pas. Mais bien sûr tout cela est écrit, scénarisé ».
Depuis janvier 2010, le Jamel Comedy Club est également décliné à la radio dans une émission hebdomadaire, le Comedy Club Live, animée par Yacine, Shirley Souagnon et Dédo. L'émission est enregistrée chaque mercredi à 18 heures au Comedy Club, puis diffusée par la radio le Mouv’.

## Liste des participants
| Nom de l'artiste     | Saisons         | Saisons         | Saisons         | Saisons                  | Saisons         | Saisons         | Saisons         | Saisons         | Nombre de participations (sans best-of) |
| Nom de l'artiste     | Saison 1 (2006) | Saison 2 (2007) | Saison 3 (2008) | Saison 4 (2009, best-of) | Saison 5 (2012) | Saison 6 (2013) | Saison 7 (2014) | Saison 8 (2015) | Nombre de participations (sans best-of) |
| -------------------- | --------------- | --------------- | --------------- | ------------------------ | --------------- | --------------- | --------------- | --------------- | --------------------------------------- |
| Alpach               |                 |                 |                 | Best-of                  |                 |                 |                 |                 | 1                                       |
| Rachid Badouri       |                 |                 |                 |                          |                 |                 |                 |                 | 1                                       |
| Ben                  |                 |                 |                 | Best-of                  |                 |                 |                 |                 | 1                                       |
| Bouchra Beno         |                 |                 |                 |                          |                 |                 |                 |                 | 1                                       |
| Malik Bentalha       |                 |                 |                 |                          |                 |                 |                 |                 | 3                                       |
| Christine Berrou     |                 |                 |                 |                          |                 |                 |                 |                 | 3                                       |
| Bouchra              |                 |                 |                 |                          |                 |                 |                 |                 | 1                                       |
| Fatsah Bouyahmed     |                 |                 |                 | Best-of                  |                 |                 |                 |                 | 3                                       |
| Wahid Bouzidi        |                 |                 |                 |                          |                 |                 |                 |                 |                                         |
| Fary Brito           |                 |                 |                 |                          |                 |                 |                 |                 | 1                                       |
| Jason Brokkers       |                 |                 |                 |                          |                 |                 |                 |                 | 1                                       |
| Bun Hay Mean         |                 |                 |                 |                          |                 |                 |                 |                 | 1                                       |
| Kader Bueno          |                 |                 |                 |                          |                 |                 |                 |                 | 1                                       |
| Fadily Camara        |                 |                 |                 |                          |                 |                 |                 |                 | 1                                       |
| Farid Chamekh        |                 |                 |                 |                          |                 |                 |                 |                 | 2                                       |
| Candiie              |                 |                 |                 | Best-of                  |                 |                 |                 |                 | 2                                       |
| Jean-François Cayrey |                 |                 |                 | Best-of                  |                 |                 |                 |                 | 2                                       |
| Amelle Chahbi        |                 |                 |                 | Best-of                  |                 |                 |                 |                 | 3                                       |
| Frédéric Chau        |                 |                 |                 | Best-of                  |                 |                 |                 |                 | 2                                       |
| Comte de Bouderbala  |                 |                 |                 | Best-of                  |                 |                 |                 |                 | 1                                       |
| D'Jal                |                 |                 |                 | Best-of                  |                 |                 |                 |                 | 4                                       |
| Jérémy Dethelot      |                 |                 |                 |                          |                 |                 |                 |                 | 1                                       |
| Dédo                 |                 |                 |                 | Best-of                  |                 |                 |                 |                 | 3                                       |
| Waly Dia             |                 |                 |                 |                          |                 |                 |                 |                 | 4                                       |
| Youssoupha Diaby     |                 |                 |                 | Best-of                  |                 |                 |                 |                 | 3                                       |
| Noom Diawara         |                 |                 |                 | Best-of                  |                 |                 |                 |                 | 3                                       |
| DJ Abdel             |                 |                 |                 |                          |                 |                 |                 |                 | 1                                       |
| DJ Glo               |                 |                 |                 |                          |                 |                 |                 |                 | 1                                       |
| Cécile Djunga        |                 |                 |                 |                          |                 |                 |                 |                 | 1                                       |
| Fabrice Éboué        |                 |                 |                 | Best-of                  |                 |                 |                 |                 | 3                                       |
| Eklips               |                 |                 |                 |                          |                 |                 |                 |                 | 1                                       |
| Mustapha El Atrassi  |                 |                 |                 | Best-of                  |                 |                 |                 |                 | 1                                       |
| Fary                 |                 |                 |                 |                          |                 |                 |                 |                 | 1                                       |
| Charlotte Gabris     |                 |                 |                 |                          |                 |                 |                 |                 | 1                                       |
| Blanche Gardin       |                 |                 |                 | Best-of                  |                 |                 |                 |                 | 3                                       |
| Anne-Sophie Girard   |                 |                 |                 |                          |                 |                 |                 |                 | 1                                       |
| Maxime Gasteuil      |                 |                 |                 |                          |                 |                 |                 |                 | 1                                       |
| Christophe Guybet    |                 |                 |                 | Best-of                  |                 |                 |                 |                 | 1                                       |
| Redouanne Harjane    |                 |                 |                 |                          |                 |                 |                 |                 | 4                                       |
| Noman Hosni          |                 |                 |                 |                          |                 |                 |                 |                 | 2                                       |
| Inès                 |                 |                 |                 |                          |                 |                 |                 |                 | 1                                       |
| Alban Ivanov         |                 |                 |                 |                          |                 |                 |                 |                 | 2                                       |
| Donel Jack'sman      |                 |                 |                 |                          |                 |                 |                 |                 | 1                                       |
| Jarry                |                 |                 |                 |                          |                 |                 |                 |                 | 1                                       |
| Jojo                 |                 |                 |                 | Best-of                  |                 |                 |                 |                 | 1                                       |
| Foudil Kaibou        |                 |                 |                 |                          |                 |                 |                 |                 | 2                                       |
| Kheiron              |                 |                 |                 | Best-of                  |                 |                 |                 |                 | 2                                       |
| Le Mollah Drucker    |                 |                 |                 |                          |                 |                 |                 |                 | 1                                       |
| Lenny                |                 |                 |                 |                          |                 |                 |                 |                 | 1                                       |
| Lamine Lezghad       |                 |                 |                 |                          |                 |                 |                 |                 | 1                                       |
| Luigi Li             |                 |                 |                 |                          |                 |                 |                 |                 | 4                                       |
| Alexis Macquart      |                 |                 |                 | Best-of                  |                 |                 |                 |                 | 2                                       |
| Nawell Madani        |                 |                 |                 |                          |                 |                 |                 |                 | 1                                       |
| Mathieu Madénian     |                 |                 |                 | Best-of                  |                 |                 |                 |                 | 1                                       |
| Mamane               |                 |                 |                 | Best-of                  |                 |                 |                 |                 | 2                                       |
| Marciano             |                 |                 |                 | Best-of                  |                 |                 |                 |                 | 1                                       |
| Sébastian Marx       |                 |                 |                 |                          |                 |                 |                 |                 | 1                                       |
| Mickaël Montadir     |                 |                 |                 |                          |                 |                 |                 |                 | 2                                       |
| Nick Mukoko          |                 |                 |                 |                          |                 |                 |                 |                 | 2                                       |
| Stéphane Murat       |                 |                 |                 | Best-of                  |                 |                 |                 |                 | 1                                       |
| Thomas N'Gijol       |                 |                 |                 | Best-of                  |                 |                 |                 |                 | 3                                       |
| Ky Phung Nguyen      |                 |                 |                 |                          |                 |                 |                 |                 | 1                                       |
| Mohamed Nouar        |                 |                 |                 |                          |                 |                 |                 |                 | 2                                       |
| Charly Nyobe         |                 |                 |                 |                          |                 |                 |                 |                 | 1                                       |
| Patson               |                 |                 |                 | Best-of                  |                 |                 |                 |                 | 3                                       |
| Mickaël Quiroga      |                 |                 |                 | Best-of                  |                 |                 |                 |                 | 1                                       |
| Paco Perez           |                 |                 |                 |                          |                 |                 |                 |                 | 1                                       |
| Radi                 |                 |                 |                 | Best-of                  |                 |                 |                 |                 | 1                                       |
| Tarik Raifak         |                 |                 |                 |                          |                 |                 |                 |                 | 1                                       |
| Rajdi                |                 |                 |                 |                          |                 |                 |                 |                 | 1                                       |
| Kevin Razy           |                 |                 |                 |                          |                 |                 |                 |                 | 3                                       |
| Marina Rollman       |                 |                 |                 |                          |                 |                 |                 |                 | 1                                       |
| Sabrina              |                 |                 |                 | Best-of                  |                 |                 |                 |                 | 1                                       |
| Seb Mellia           |                 |                 |                 | Best-of                  |                 |                 |                 |                 | 1                                       |
| Paul Séré            |                 |                 |                 | Best-of                  |                 |                 |                 |                 | 4                                       |
| Tony Saint-Laurent   |                 |                 |                 |                          |                 |                 |                 |                 | 4                                       |
| Tomer Sisley         |                 |                 |                 | Best-of                  |                 |                 |                 |                 | 1                                       |
| Shirley Souagnon     |                 |                 |                 |                          |                 |                 |                 |                 | 2                                       |
| Sydney               |                 |                 |                 | Best-of                  |                 |                 |                 |                 | 1                                       |
| Claudia Tagbo        |                 |                 |                 | Best-of                  |                 |                 |                 |                 | 3                                       |
| Tareek               |                 |                 |                 |                          |                 |                 |                 |                 | 2                                       |
| Thomas VDB           |                 |                 |                 | Best-of                  |                 |                 |                 |                 | 1                                       |
| Joffrey Verbruggen   |                 |                 |                 |                          |                 |                 |                 |                 | 1                                       |
| Tom Villa            |                 |                 |                 |                          |                 |                 |                 |                 | 1                                       |
| Jean-Philippe Visini |                 |                 |                 |                          |                 |                 |                 |                 | 2                                       |
| Thomas Wiesel        |                 |                 |                 |                          |                 |                 |                 |                 | 1                                       |
| Yacine               |                 |                 |                 | Best-of                  |                 |                 |                 |                 | 3                                       |
| Younes et Bambi      |                 |                 |                 |                          |                 |                 |                 |                 | 2                                       |
| Nasser Zerkoune      |                 |                 |                 | Best-of                  |                 |                 |                 |                 | 1                                       |
| Total                | 16              | 31              | 15              |                          | 21              | 18              | 27              | 23              | 88 candidats                            |

## Listes des saisons

### Saison 1 (2006)
| Épisode | Humoriste                                                                                          | Invité                                                                |
| ------- | -------------------------------------------------------------------------------------------------- | --------------------------------------------------------------------- |
| 01      | Thomas N'Gijol / Yacine / Claudia Tagbo / Alexis Macquart                                          | Pierpoljak / Akhénaton                                                |
| 02      | Amelle Chahbi / Noom / Dédo / Fabrice Éboué                                                        | Noémie Lenoir / Alain Chabat / Gérard Darmon                          |
| 03      | Comte de Bouderbala / Frédéric Chau / Farid Samsumg (Human beatbox) / Tomer Sisley / Wahid Bouzidi |                                                                       |
| 04      | Ben / Chicken Boubou / Blanche / Patson                                                            | Guy Bedos / Élie Semoun / Mokobé                                      |
| 05      | Comte de Bouderbala / Thomas N'Gijol / Ben / D'Jal                                                 | La Caution                                                            |
| 06      | Patson / Amelle Chahbi / Mustapha / Mamane                                                         | Booba                                                                 |
| 07      | Thomas N'Gijol / Claudia Tagbo / Fabrice Éboué / Tomer Sisley                                      | Rachid Bouchareb / Sami Bouajila / Yamina Benguigui / Bernard Blancan |
| 08      | D'Jal / Blanche / Mamane / Patson                                                                  | Stomy Bugsy / Passi                                                   |

### Saison 2 (2007)
| Épisode | Humoriste                                                                         | Invité                                            |
| ------- | --------------------------------------------------------------------------------- | ------------------------------------------------- |
| 01      | Fabrice Éboué / Thomas N'Gijol / Paul Séré / Candiie                              | Rachid Djaïdani                                   |
| 02      | Fabrice Éboué / Patson / Amelle Chahbi / Kheiron / Marciano                       | La Rumeur / Vincent Mc Doom                       |
| 03      | Thomas N'Gijol / Fabrice Éboué / Mathieu Madénian (guest) / Sabrina               | Rachid Taha / Abdelatif Benazzi                   |
| 04      | Thomas N'Gijol / Youssoupha Diaby / Jean-François Cayrey / Dédo                   | Sylvain Wiltord                                   |
| 05      | Fabrice Éboué / Michaël Quiroga / Wahid Bouzidi / D'Jal / Thomas VDB (guest)      | Djamel Bensalah / Ludivine Sagnier / Tomer Sisley |
| 06      | Thomas N'Gijol / Radi / Claudia Tagbo / Nasser Zerkoune / Sydney                  | Fabrice Éboué                                     |
| 07      | Thomas N'Gijol / Alpach / Noom / Christophe Guybet (guest) / Mamane               | Julie Gayet / Madame Massadian                    |
| 08      | Thomas N'Gijol / Fabrice Éboué / Frédéric Chau / Blanche / Jojo / Alexis Macquart | Mohamed Dia                                       |
| 09      | Fabrice Éboué / Yacine / Seb Mellia / Stéphane Murat / Fatsah Bouyahmed           | Lucien d"Aktuel / Marco Prince                    |

### Saison 3 (2008)
| Épisode | Humoriste                                                                                            | Invité                                             |
| ------- | --- | -------------------------------------------------- |
| 01      | Claudia Tagbo / Thomas N'Gijol, Fabrice Éboué & Dédo / Amelle Chahbi / Jamel Debbouze, Yacine & Dédo | Sheryfa Luna / Alain Chabat                        |
| 02      | Patson / Blanche Gardin & Yacine / Kheiron / Amelle Chahbi & Fabrice Éboué & Dédo                    | Sylvain Wiltord / Jean-Marc Mormeck / Manu Dibango |
| 03      | Paul Séré / Blanche Gardin & Thomas N'Gijol / Youssoupha Diaby / Frédéric Chau & Fatsah Bouyahmed    | Diam's & Omar Sy                                   |
| 04      | Noom / Dédo & Yacine / Mickaël Quiroga / Fatsah Bouyahmed                                            | Sefyu                                              |
| 05      | Kheiron / Fatsah Bouyahmed                                                                           |                                                    |

- Alain Chabat (Gilles Gabriel) (invité)
- Amelle Chahbi
- Blanche Gardin
- Claudia Tagbo
- D'jal
- Dédo
- Élie Semoun (Philippe) (invité)
- Fabrice Éboué
- Fatsah Bouyahmed
- Frédéric Chau
- Jamel Debbouze
- Kheiron
- Mickaël Quiroga
- Noom
- Patson
- Paul Séré
- Pierre Palmade (invité)
- Thomas N'Gijol
- Yacine
- Youssoupha Diaby

### Saison 4 (2009)
Inside Jamel Comedy Club est un documentaire fictif qui retrace les coulisses de la tournée du Jamel Comedy Club.

### Saison 5 (2012)
| Épisode | Émission du | Humoriste                                                                    | Invité                                                                                  |
| ------- | ----------- | ---------------------------------------------------------------------------- | --------------------------------------------------------------------------------------- |
| 01      | 1er juillet | D'Jal / Jean-François Cayrey / Charlotte Gabris / Malik Bentalha             | Sexion d'Assaut                                                                         |
| 02      | 8 juillet   | Nawell Madani / Jean-François Cayrey / Joffrey Verbruggen / Noman Hosni      | Aïssa Maïga / DJ Pone / Ramzy Bedia / Eklips / Sofian Tria                              |
| 03      | 22 juillet  | Malik Bentalha / Shirley Souagnon / Tony Saint Laurent / Redouanne Harjane   | Virginie Ledoyen / Clovis Cornillac / Samuel Le Bihan                                   |
| 04      | 29 juillet  | Tony Saint Laurent / Anne-Sophie Girard / Eklips / Lenny / Mohamed Nouar     | China Moses / Helena Noguerra / Youssoupha / Sofian Tria                                |
| 05      | 5 août      | Waly Dia / Sebastian Marx / Fatsah Bouyahmed / Mohamed Nouar / Nawell Madani | Vikash Dhorasoo / Orelsan / Pascal Légitimus                                            |
| 06      | 12 août     | Rachid Badouri / Tareek / Redouanne Harjane / Waly Dia                       | Rim'K / Camélia Jordana                                                                 |
| 07      | 19 août     | Noman Hosni / Kevin Razy / Luigi Li / D'Jal                                  | Cyril Hanouna / Enora Malagré / Alpha Wann et Sneazzy West du groupe 1995 / Sofian Tria |

### Saison 6 (2013)
| Épisode | Date       | Humoriste                                                                      | Invité                                                                                    |
| ------- | ---------- | ------------------------------------------------------------------------------ | ----------------------------------------------------------------------------------------- |
| 01      | 13 juillet | Waly Dia / Tony Saint Laurent / Michael Montadir /Malik Bentalha               | Psy 4 De La Rime                                                                          |
| 02      | 20 juillet | Malik Bentalha / Noman Hosni / Tarik Raifak / Shirley Souagnon / Mohamed Nouar | Big Ali / André Manoukian / Joyce Jonathan / Michael Youn / Alexandre Astier / Anggun     |
| 03      | 27 juillet | D'Jal / Fary / Luigi Li / Tom Villa / Noman Hosni                              | Sophie et Sophie / Christophe Dominici / Laurent Baffie / Luis Fernandez / Marianne James |
| 04      | 17 août    | D'Jal / Jarry / Jeremy Dethelot / Redouanne Harjane                            | Isabelle Nanty / Taïg Khris / Frederique Bel / Féfé / Reem Kherici                        |
| 05      | 24 août    | Malik Bentalha / Waly Dia / Tony Saint Laurent / Charly Nyobe / Mohamed Nouar  | Bruce Toussaint / La Fouine / Gregoire / Jackson Richardson / Sofian Tria                 |
| 06      | 31 août    | Christine Berrou / D'Jal / Kevin Razy / Redouanne Harjane                      | Ary Abittan / Roselyne Bachelot / Tewfik Jallab / Geraldine Nakache                       |

### Saison 7 (2014)
| Épisode | Date       | Humoristes                                                                                                  | Invité                                             |
| ------- | ---------- | --- | -------------------------------------------------- |
| 01      | 12 juillet | Alban Ivanov / Jean-Philippe Visini / Bun Hay Mean /Le Mollah Drucker avec Tony Saint Laurent et Kevin Razy | Jeremy Menez / Thomas Thouroude                    |
| 02      | 26 juillet | Alban Ivanov / Younes et Bambi / Donel Jack'sman / Mickaël Montadir / Redouanne Harjane                     | La Fouine / Oxmo Puccino / Sami Seghir             |
| 03      | 2 août     | Kevin Razy / Nick Mukoko / Candiie / Tareek                                                                 | Magic System                                       |
| 04      | 16 août    | Waly Dia / Luigi Li / Ines / Rajdi / Youssoupha Diaby / Dj Glo                                              | Malika Menard / Nabilla Benattia et Thomas Vergara |
| 05      | 23 août    | Malik Bentalha / Farid Chamekh / Bouchra / Fary / Kevin Razy, Tony Saint Laurent et Ky Phung Nguyen.        | Clotilde Courau / Cyril Hanouna / Enora Malagré    |
| 06      | 29 août    | Redouanne Harjane / Paul Sere / Christine Berrou / Foudil Kaibou / Waly Dia                                 | Jean Imbert / Mokobé                               |

### Saison 8 (2015)
| Épisode | Date       | Humoristes | Invité                                                                               |
| ------- | ---------- | --- | ------------------------------------------------------------------------------------ |
| 01      | 11 juillet | Alban Ivanov / Foudil Kaibou / Jason Brokkers et Fadily Camara                                                           | Kaaris / Thierry Marx / Fauve Hautot                                                 |
| 02      | 18 juillet | Alban Ivanov / Redouanne Harjane / Younes & Bambi / Maxime Gasteuil et Paul Séré                                         | Bruno Gaccio / Laury Thilleman / Akhenaton / Carl Zero Absolu                        |
| 03      | 25 juillet | Alban Ivanov / Luigi Li / Bouchra Beno / Waly Dia / Farid Chamekh / Nick Mukoko / Thomas Wiesel                          | Cristina Cordula / Malika Menard / Christophe Michalak                               |
| 04      | 1er août   | Alban Ivanov / Nick Mukoko / Christine Berrou / Jean-Philippe Visini et Farid Chamekh / Paco Perez                       | Jean-Luc Lemoine / Chris Marques / Flora Coquerel / Cyprien                          |
| 05      | 15 août    | Alban Ivanov / Tony Saint Laurent / Jean-Philippe Visini / Bouchra Beno et Farid Chamekh / Kader Bueno                   | Philippe Gildas / Geneviève de Fontenay / les Casseurs Flowters / Baptiste Giabiconi |
| 06      | 22 août    | DJ Abdel / Alban Ivanov / Farid Chamekh / Marina Rollman / Nick Mukoko / Younes & Bambi / Cécile Djunga / Lamine Lezghad | Brahim Zaibat / Axelle Laffont / Éric et Quentin                                     |

### Saison 9 (2016)
| Épisode | Date       | Humoristes                                                                                       | Invités                                                           |
| ------- | ---------- | ------------------------------------------------------------------------------------------------ | ----------------------------------------------------------------- |
| 01      | 2 juillet  | Alban Ivanov / Nick Mukoko / Gérémy Crédeville / Jason Brokerss et Younes et Bambi               | Ridsa / MHD / Igor et Grichka Bogdanoff                           |
| 02      | 9 juillet  | Alban Ivanov / Paul Séré / Haroun / Waly Dia / Fadily Camara et Foudil Kaibou                    | Camille Cerf / Flora Coquerel / Malika Ménard                     |
| 03      | 16 juillet | Alban Ivanov et Jamel Debbouze / Adrien Arnoux / Luigi Li / Céline Groussard / Farid Chamekh     | Vitaa / Mister V / Youssoupha / Kamel le Magicien                 |
| 04      | 23 juillet | Alban Ivanov et Jamel Debbouze / Phil Darwin / Pierre Thevenoux / Bouchra Beno / Charles Nouveau | Luc Abalo / Nikola Karabatic / Djibril Cisse / Anne-Sophie Girard |

## Jamel Comedy Kids
Pendant les vacances de noël 2016, une déclinaison du Jamel Comedy Club est diffusée. Elle rassemble des enfants âgés de 5 à 10 ans, qui interprètent un sketch de leur humoriste favori.

## Galerie: Quelques participants

Claudia Tagbo
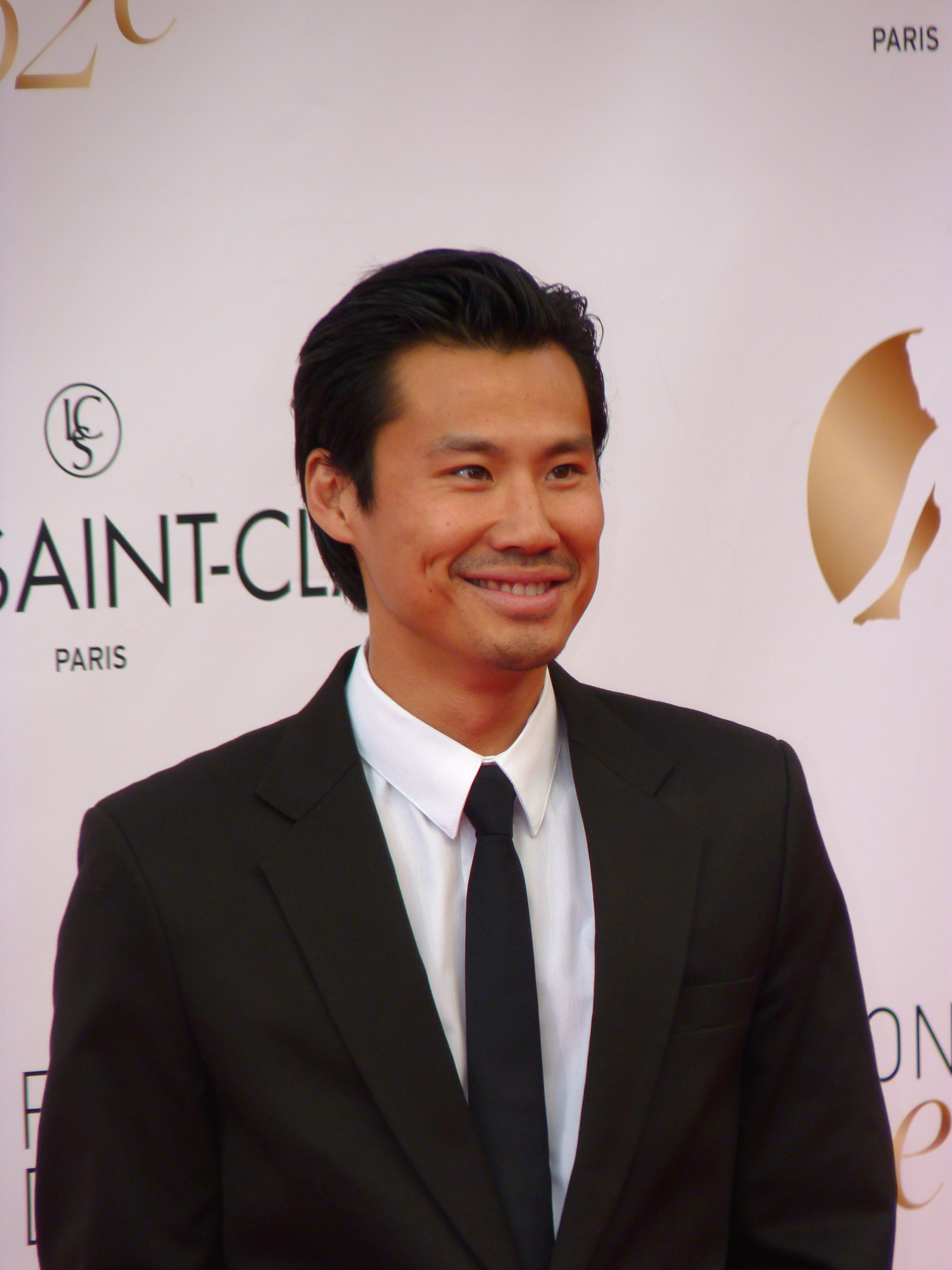
Frédéric Chau
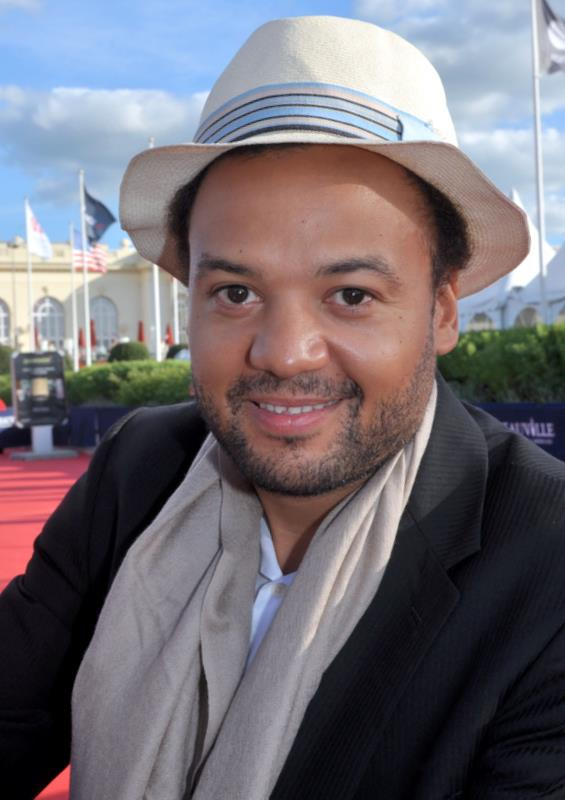
Fabrice Éboué
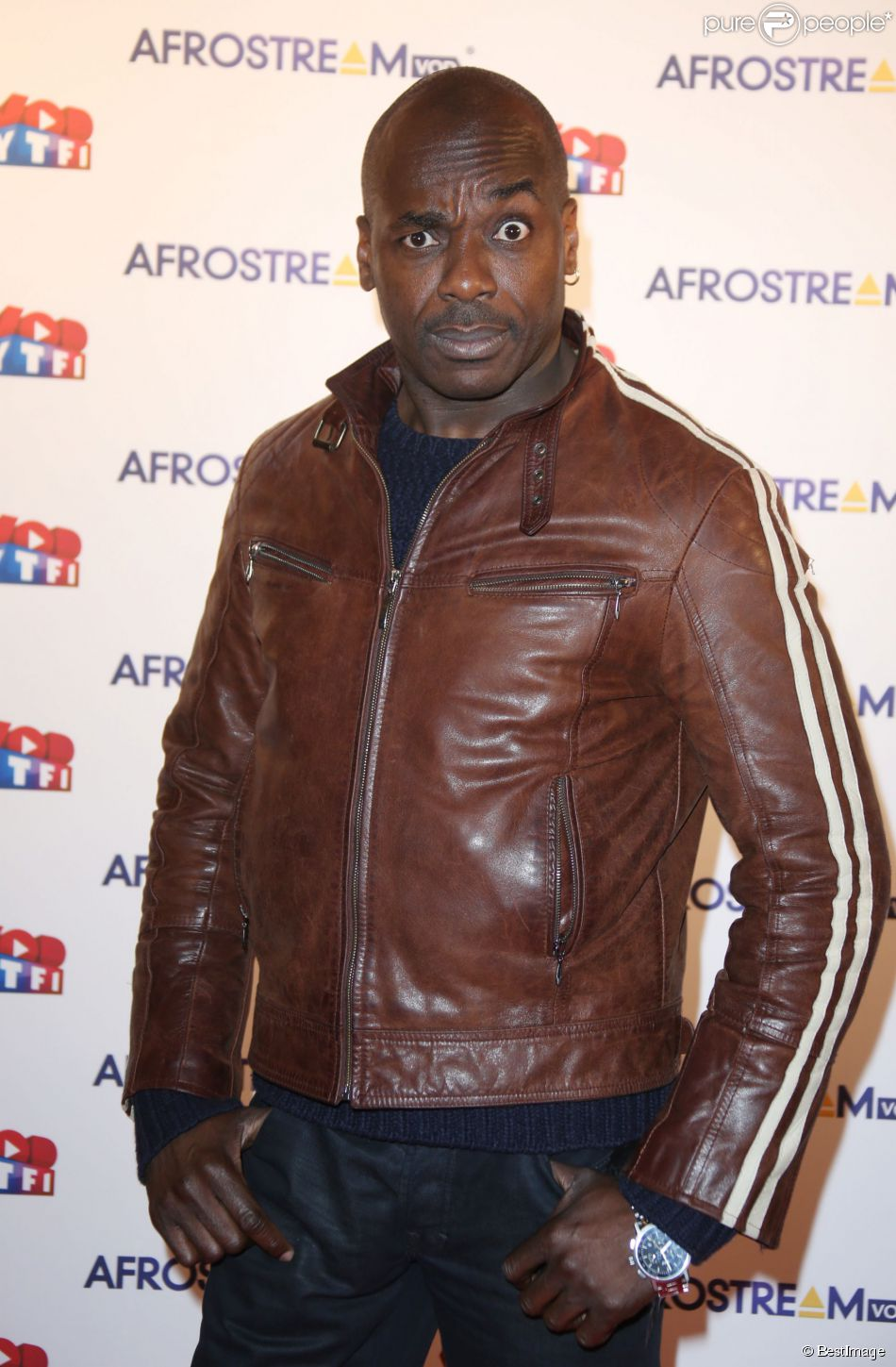
Patson
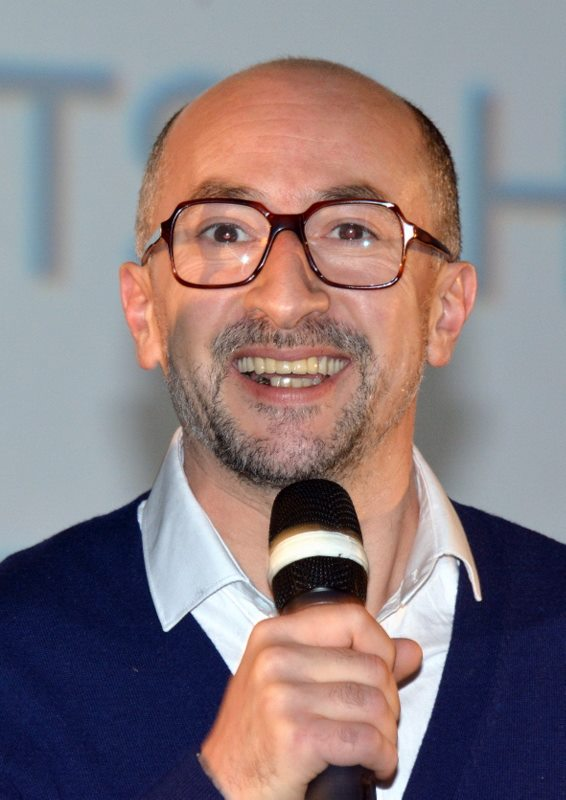
Fatsah Bouyahmed
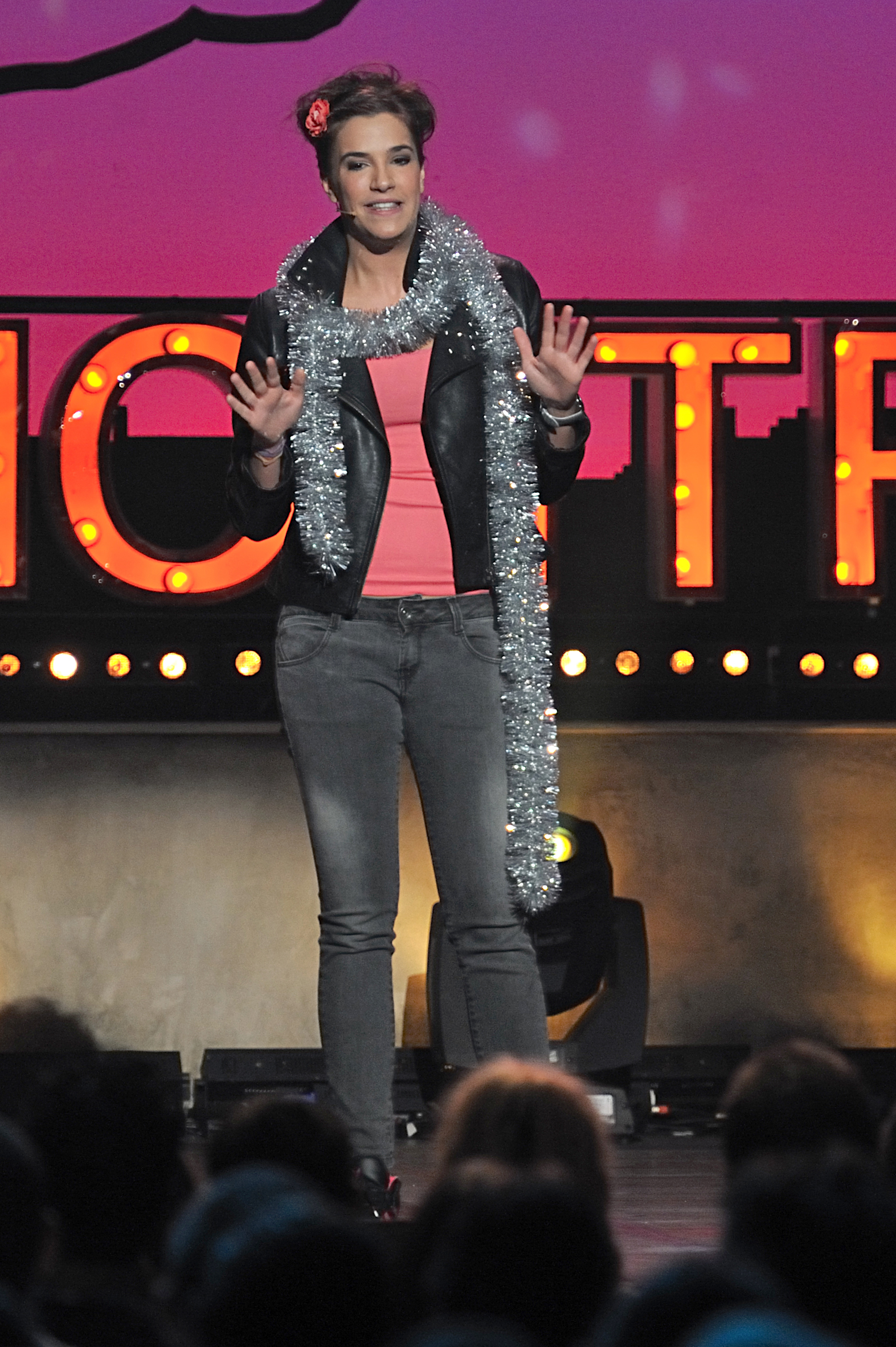
Charlotte Gabris
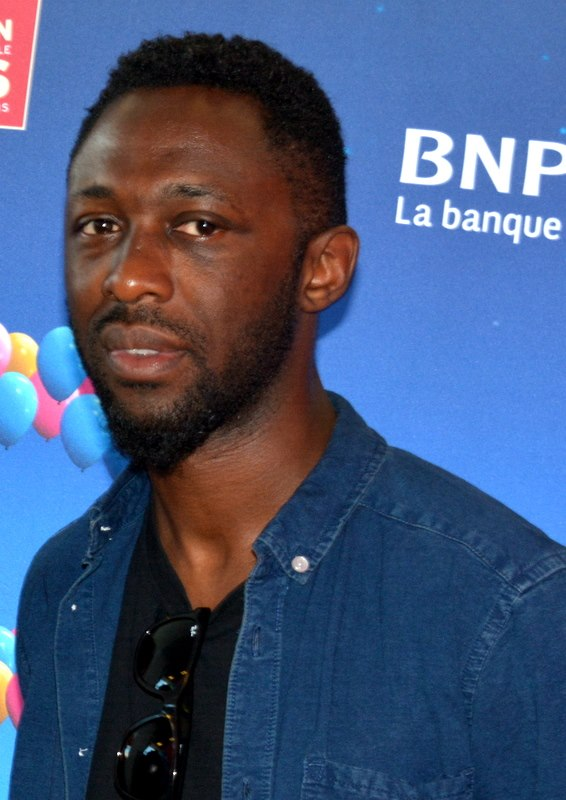
Thomas N'Gijol
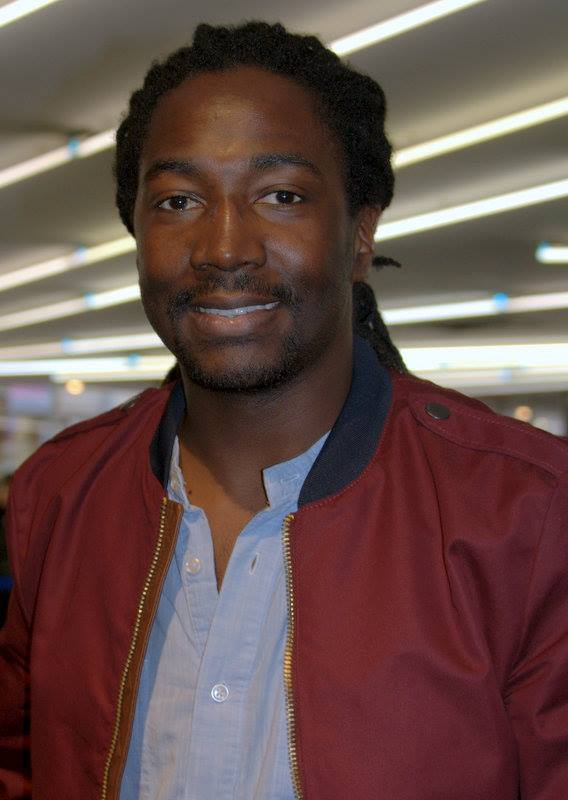
Noom Diawara
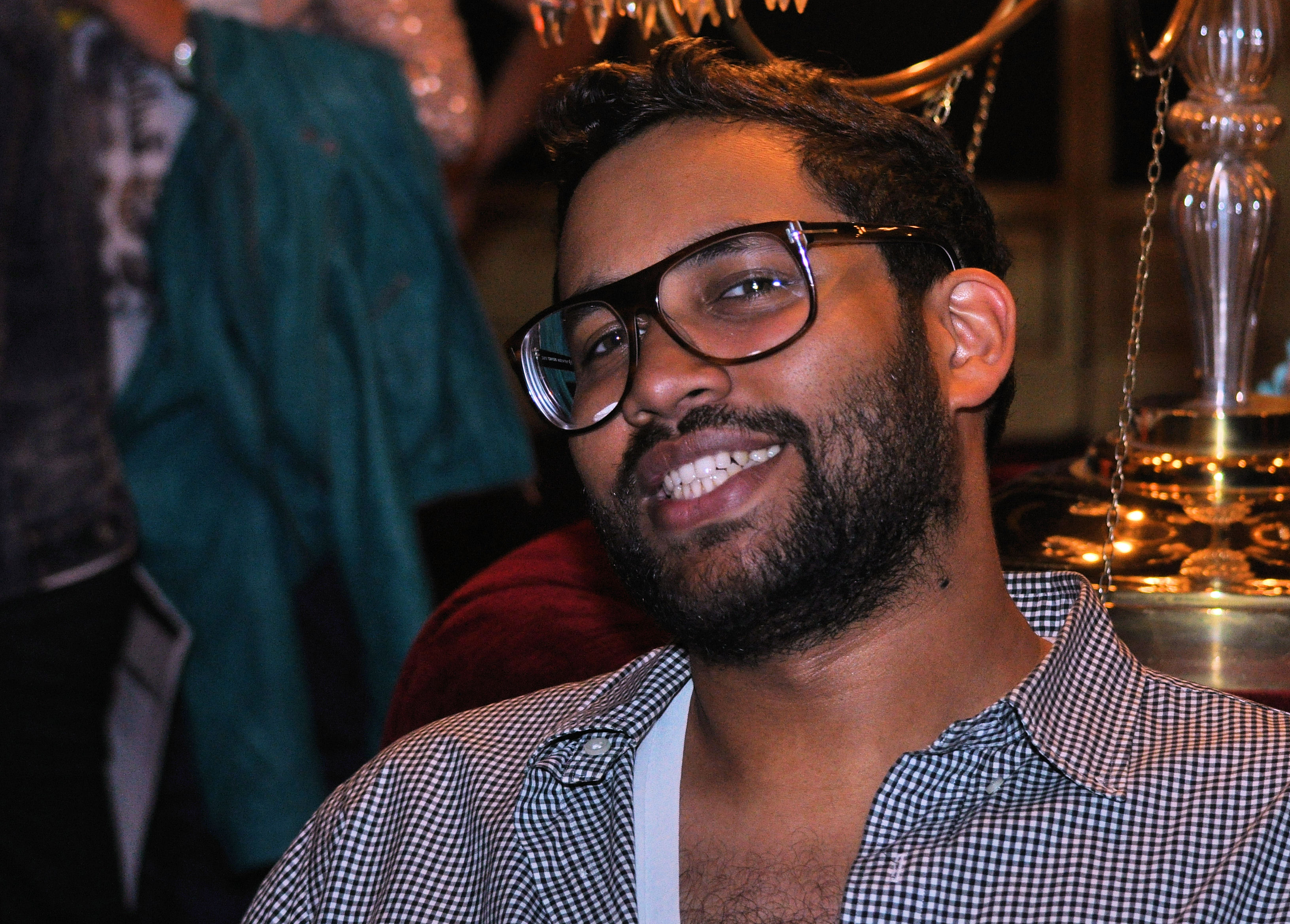
Kevin Razy

## Inspirations
Le Jamel Comedy Club a inspiré d'autres scènes de stand-up, comme le Cotonou Comedy Club créé par Kenneth Yannick, Jean Morel Morufux (Morel) et Fadil Romxi.